# Pekel (Maribor)
Pekel is een plaats in Slovenië en maakt deel uit van de gemeente Maribor in de NUTS-3-regio Podravska. De plaats telde 178 inwoners op 1 januari 2020.